# Лемак Єлизавета Федорівна
Єлизавета Федорівна Лемак (1926, тепер Закарпатська область — ?) — українська радянська діячка, вчителька семирічної школи села Петрове Севлюського округу Закарпатської області. Депутат Верховної Ради УРСР 3-го скликання.

## Життєпис
Здобула вищу педагогічну освіту. Член ВЛКСМ.
На січень 1951 року — вчителька семирічної школи села Петрове Севлюського округу (тепер село Пийтерфолво Виноградівського району) Закарпатської області.